# T580 (België)
De T580 is een weg in België tussen Montigny-le-Tilleul en Landelies. De weg heeft een lengte van 1,4 kilometer en begint bij de N579 en passeert de Samber voordat hij aankomt in Landelies. De route eindigt bij het spoorviaduct over de spoorlijn 130A.
De route van de T580 werd vroeger de N580 genaamd. Op sommige kaarten is dit ook nog terug te vinden. Het nummer N580 is echter tegenwoordig vergeven aan de route tussen Montigny-le-Tilleul en Bomerée welke in eerste instantie het nummer N580a had.
De gehele weg beschikt over twee rijstroken voor beide rijrichtingen samen. Echter de bruggen over de Samber bevatten maar één rijstrook voor beide rijrichtingen samen.